# Norsk nationell turistväg

Vägmärke för nationell turistväg.

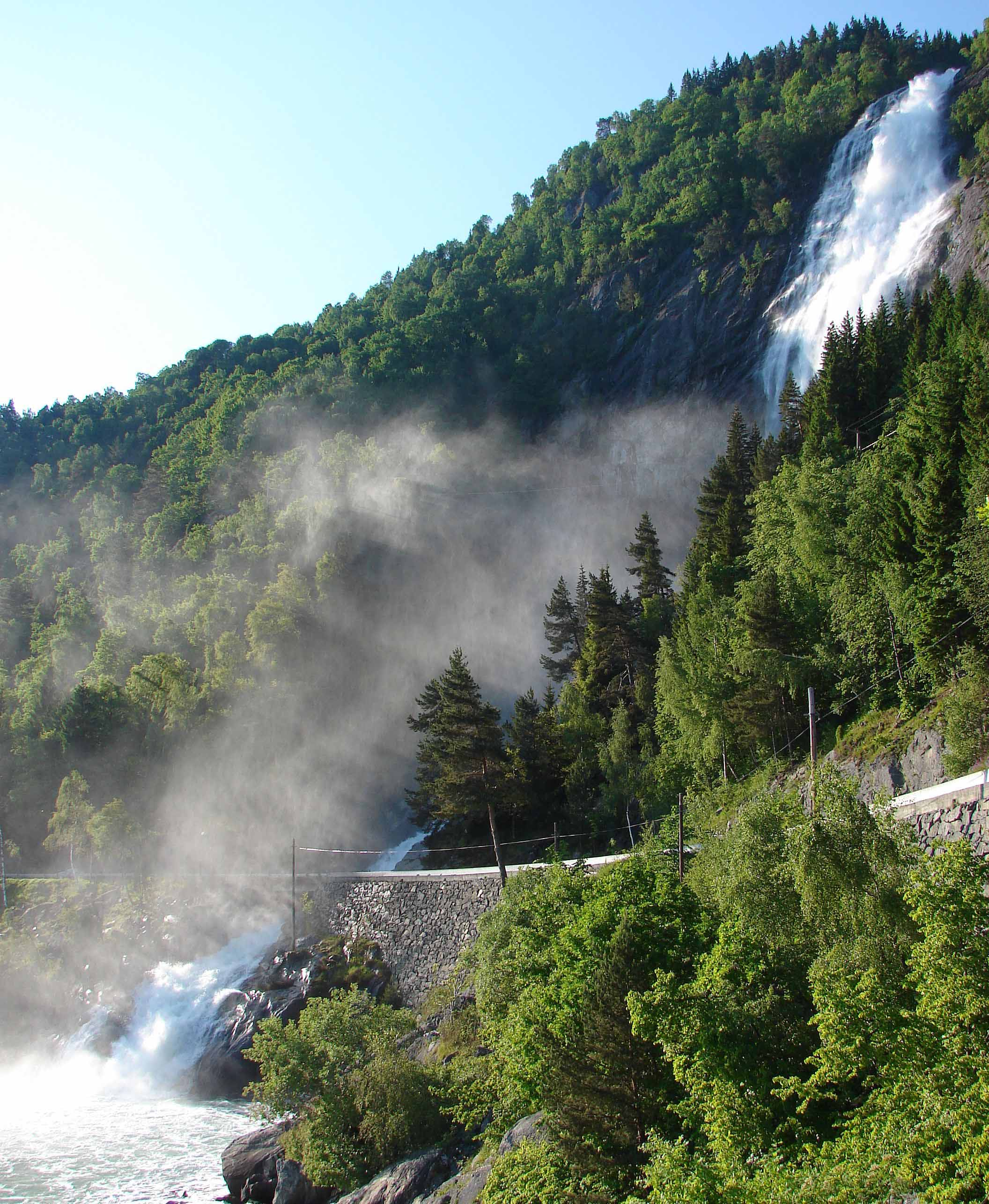
Kvinnefossen ligger runt två kilometer öster om Hella färjekaj, en del av fylkesväg 55.

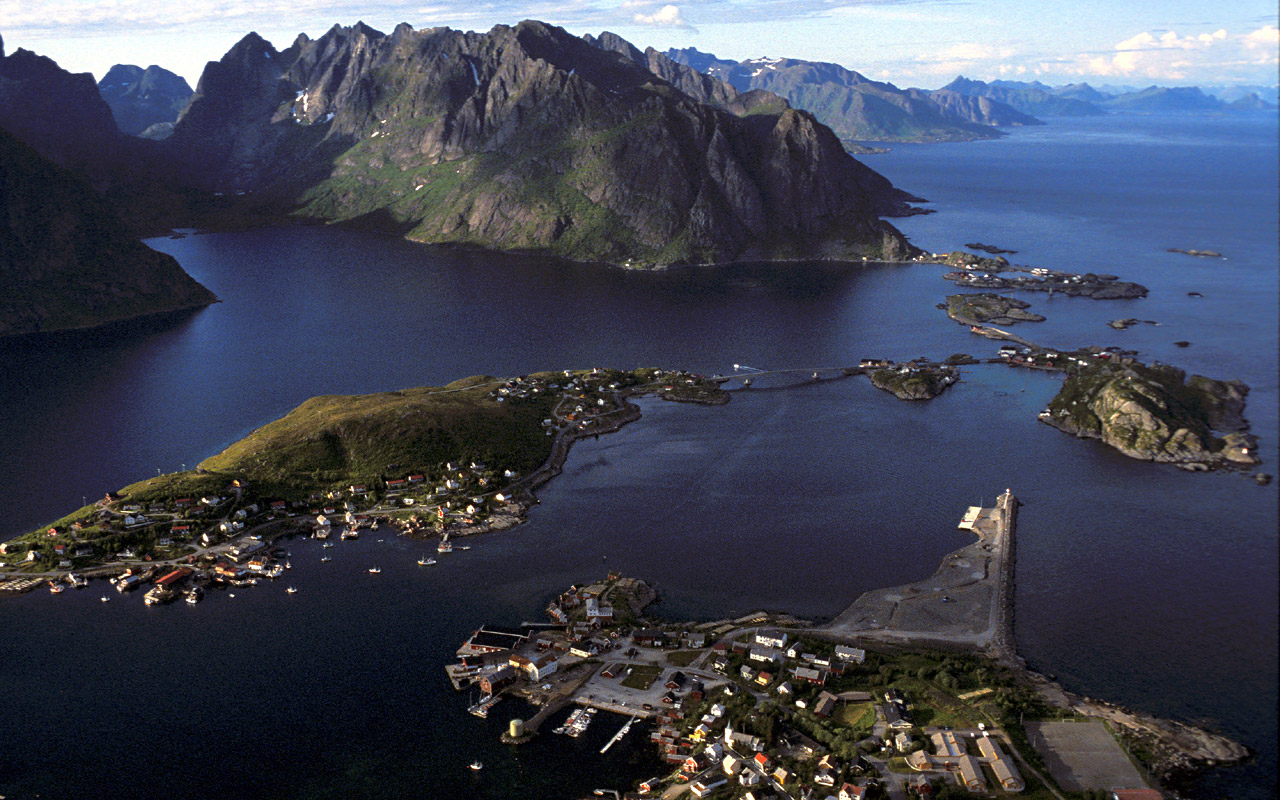
Reine i Lofoten, Europaväg 10 går på broarna på bilden.

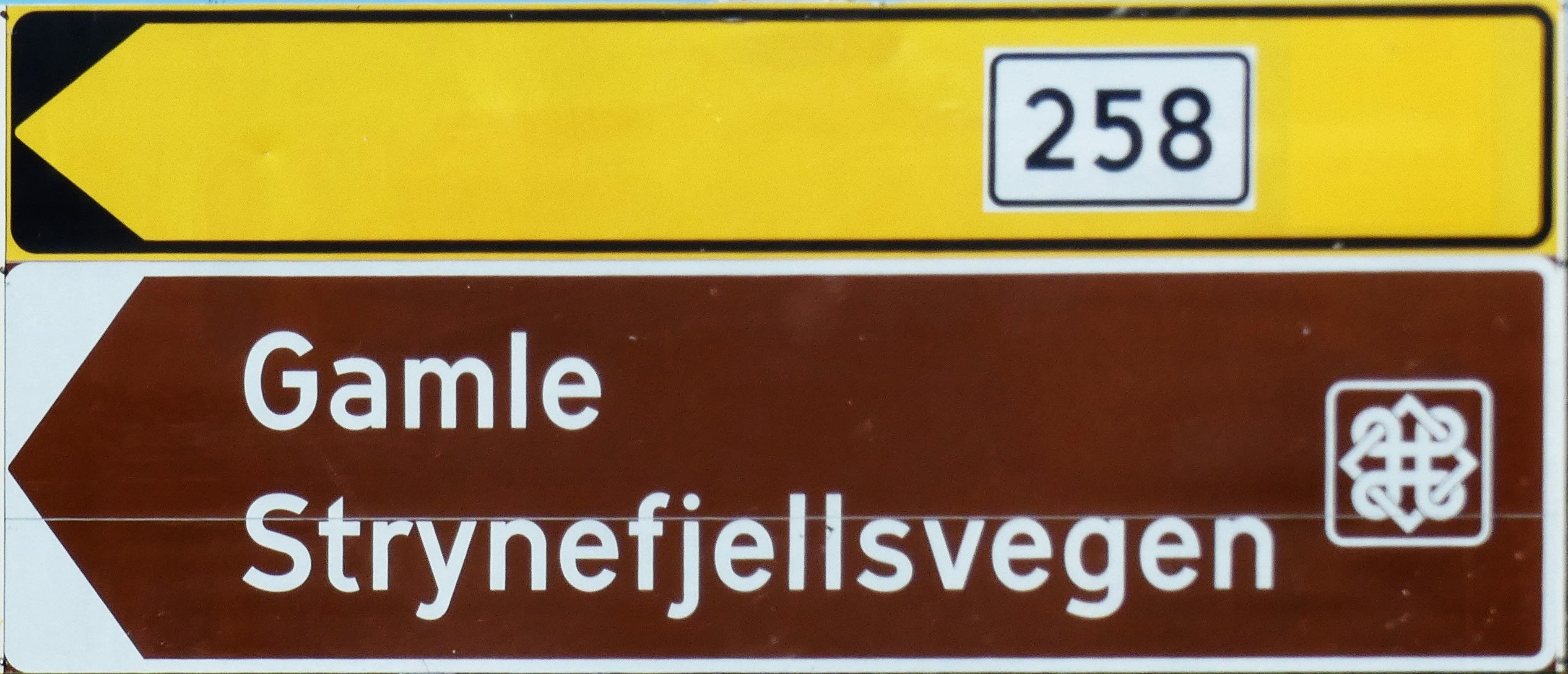
Vägvisare för fylkesväg 258, en nationell turistväg även känd som Gamla Strynefjellsvägen.

Den norska projektet Nasjonal turistvei innebär att ge vissa vägar i Norge en särskild kvalitetsstämpel och marknadsföra dem som sådana.
Det finns många sevärda vägar i Norge, men man vill visa vägfarande turister på vissa vägar som särskilt sevärda och garantera viss service som bemannad turistinformation och rastplatser på intressanta ställen. Vägarna ska inte vara så snabba utan resenärerna ska tillåtas ta tid på sig. Flera uppfyller inte alls krav på bredd och snabbhet för vägar med de vägnummer de har, men det kan till och med göra dem mer intressanta som turistväg.

## Godkända vägar
Följande 18 vägsträckor har än så länge valts ut och har sedan 2012 fått status som nationella turistvägar:
| Namn                    | Sträckning                                                                          | Vägnummer                                                                            | Längd  | Fylke                      |
| ----------------------- | ----------------------------------------------------------------------------------- | ------------------------------------------------------------------------------------ | ------ | -------------------------- |
| Varanger                | Varangerbotn–Hamningberg                                                            | Europaväg 75 Fylkesväg 8100                                                          | 160 km | Finnmark                   |
| Havøysund               | Kokelv–Havøysund                                                                    | Fylkesväg 889                                                                        | 67 km  | Finnmark                   |
| Senja                   | Gryllefjord–Botnhamn, med avstickare till Mefjordvær och Husøy                      | Fylkesväg 86 Fylkesväg 862                                                           | 102 km | Troms                      |
| Andøya                  | Andenes–Bjørnskinn                                                                  | Fylkesväg 82 Fylkesväg 7702 Fylkesväg 7698                                           | 58 km  | Nordland                   |
| Lofoten                 | Raftsundet–Å                                                                        | Europaväg 10, med avstickare till Nusfjord, Vikten, Utakleiv, Unstad och Henningsvær | 230 km | Nordland                   |
| Helgelandskusten        | Holm–Alstahaug–Stokkvågen–Godøystraumen                                             | Fylkesväg 17, med avstickare till Torghatten                                         | 433 km | Nordland                   |
| Atlanthavsvägen         | Kårvåg–Bud                                                                          | Fylkesväg 64 Fylkesväg 6070 Fylkesväg 663 Fylkesväg 6064 Fylkesväg 6060              | 36 km  | Møre og Romsdal            |
| Geiranger-Trollstigen   | Langvatnet–Sogge bru                                                                | Fylkesväg 63                                                                         | 104 km | Innlandet, Møre og Romsdal |
| Gamla Strynefjellsvägen | Grotli–Videsæter                                                                    | Fylkesväg 258                                                                        | 27 km  | Innlandet, Vestland        |
| Rondane                 | Venabygdsfjellet–Folldal, Sollia kyrka–Enden                                        | Fylkesväg 27 Fylkesväg 219                                                           | 75 km  | Innlandet                  |
| Sognefjellet            | Lom–Gaupne                                                                          | Fylkesväg 55                                                                         | 108 km | Innlandet, Vestland        |
| Valdresflye             | Garli–Gjende–Hindsæter                                                              | Fylkesväg 51                                                                         | 46 km  | Innlandet                  |
| Gaularfjellet           | Balestrand–Moskog, Eldalsosen–Sande                                                 | Fylkesväg 55 Fylkesväg 613 Fylkesväg 610                                             | 114 km | Vestland                   |
| Aurlandsfjellet         | Aurlandsvangen–Lærdalsøyri                                                          | Fylkesvei 5627                                                                       | 47 km  | Vestland                   |
| Hardanger               | Steinsdalsfossen–Granvin, Norheimsund–Tørvikbygd, Jondal–Utne, Kinsarvik–Låtefossen | Fylkesväg 79 Fylkesväg 49 Fylkesväg 550 Riksväg 13                                   | 158 km | Vestland                   |
| Hardangervidda          | Eidfjord–Haugastøl                                                                  | Riksväg 7                                                                            | 67 km  | Vestland, Buskerud         |
| Ryfylke                 | Oanes–Lovra, Lovra till Håra över både Sauda och Nesflaten                          | Riksväg 13 Fylkesväg 46 Fylkesväg 520 Fylkesväg 523                                  | 260 km | Rogaland, Vestland         |
| Jæren                   | Bore–Egersund–Flekkefjord                                                           | Fylkesväg 507 Fylkesväg 44                                                           | 130 km | Rogaland, Agder            |